# Čankovice
Čankovice település Csehországban, a Chrudimi járásban. Čankovice Bořice, Hrochův Týnec és Slepotice településekkel határos. Lakosainak száma 331 fő (2024. január 1.).

## Népesség
A település lakosságának változását az alábbi diagram mutatja:
| Lakosok száma | 442  | 496  | 489  | 340  | 290  | 338  | 319  | 336  | 342  | 331  |
|               | 1869 | 1890 | 1921 | 1950 | 1980 | 2001 | 2017 | 2019 | 2022 | 2024 |